# Masham
Masham – miasto w Anglii, w hrabstwie North Yorkshire, w dystrykcie (unitary authority) North Yorkshire. Leży 48 km na północny zachód od miasta York i 319 km na północ od Londynu. W 2001 miasto liczyło 1235 mieszkańców.